# Saffransstäkra
Saffransstäkra (Oenanthe crocata) är en tvåhjärtbladig växtart. Saffransstäkra ingår i släktet stäkror, och familjen flockblommiga växter. Arten har ej påträffats i Sverige.

## Bildgalleri

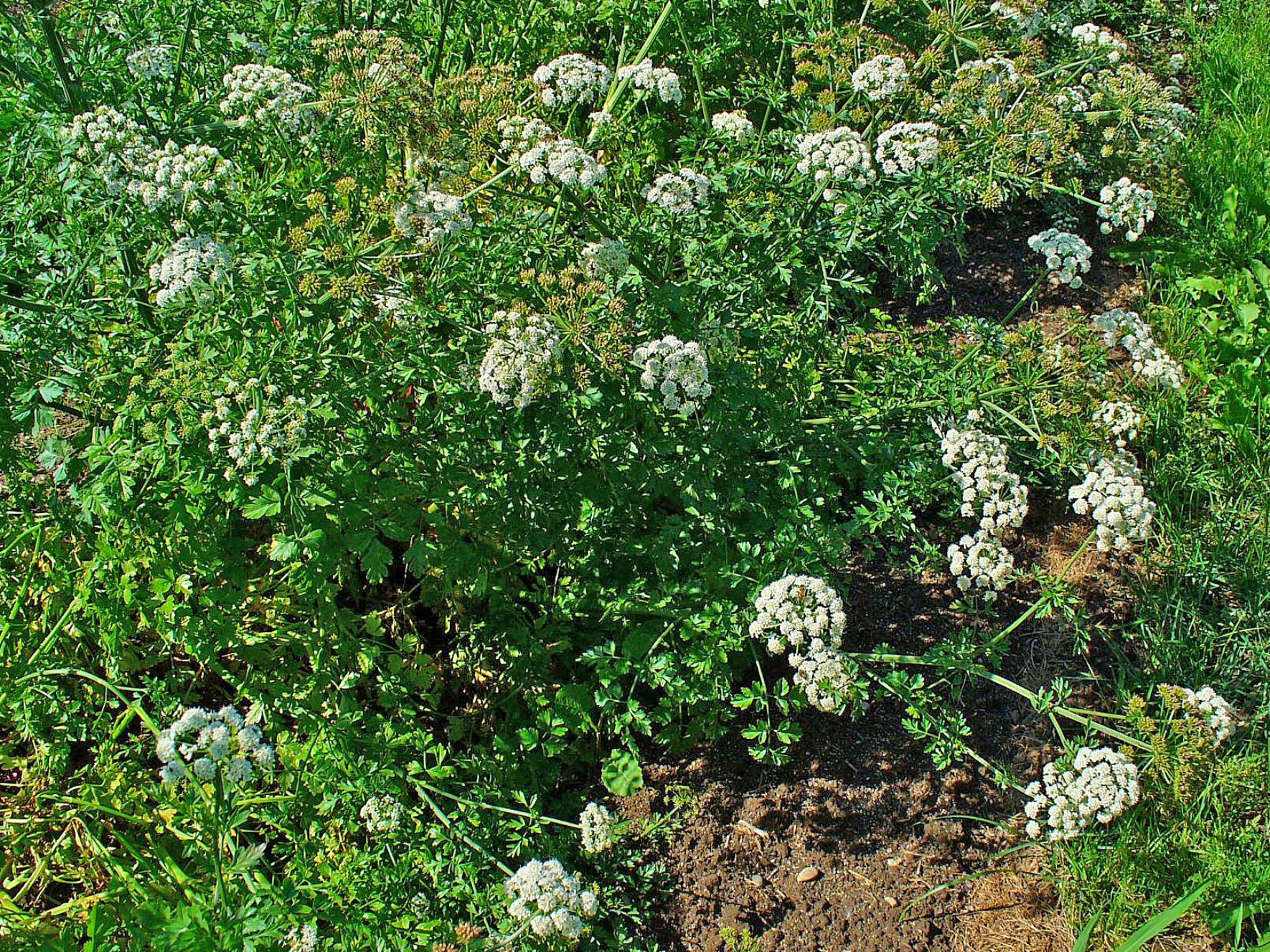
Planta
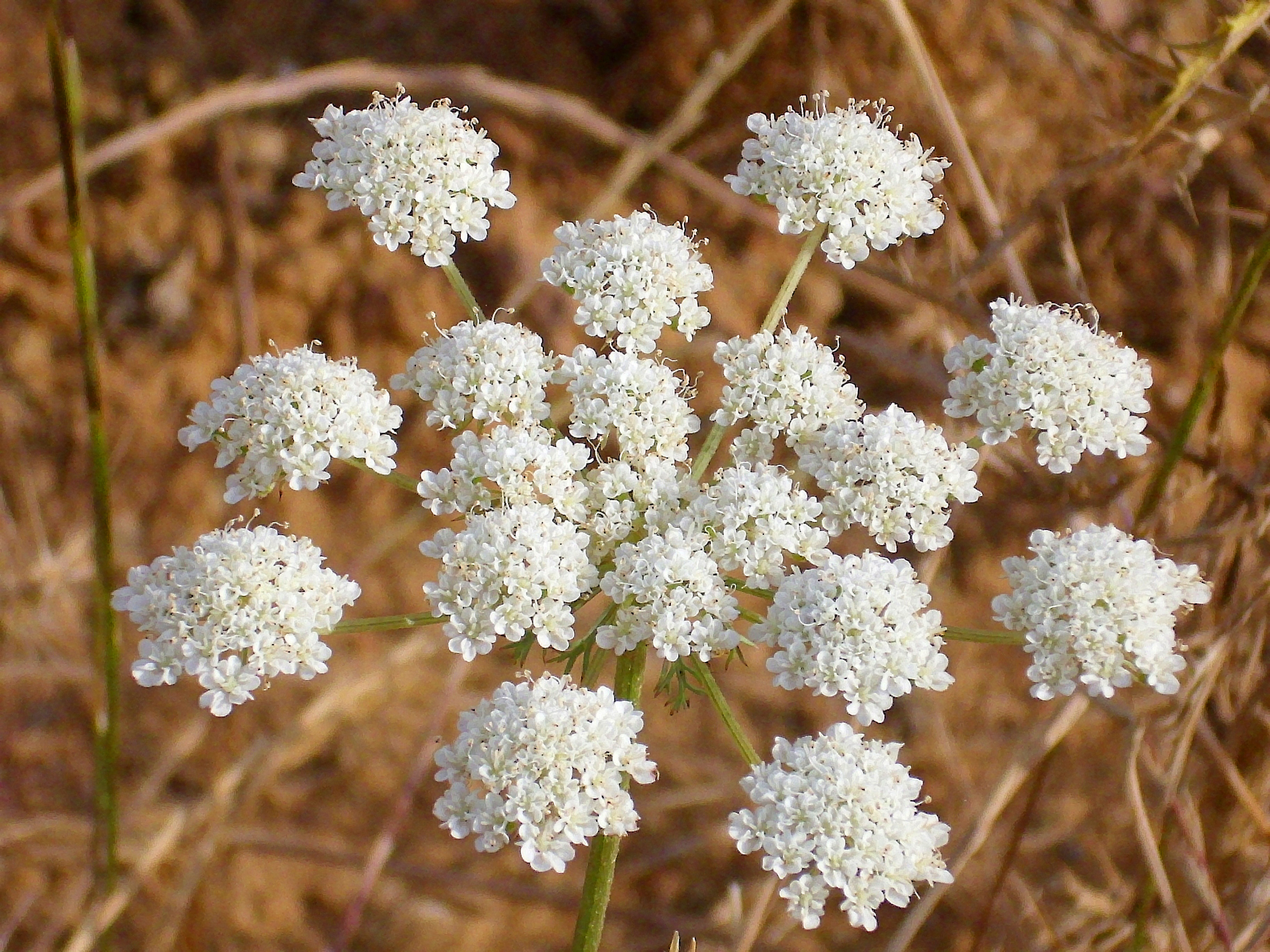
Blomställning
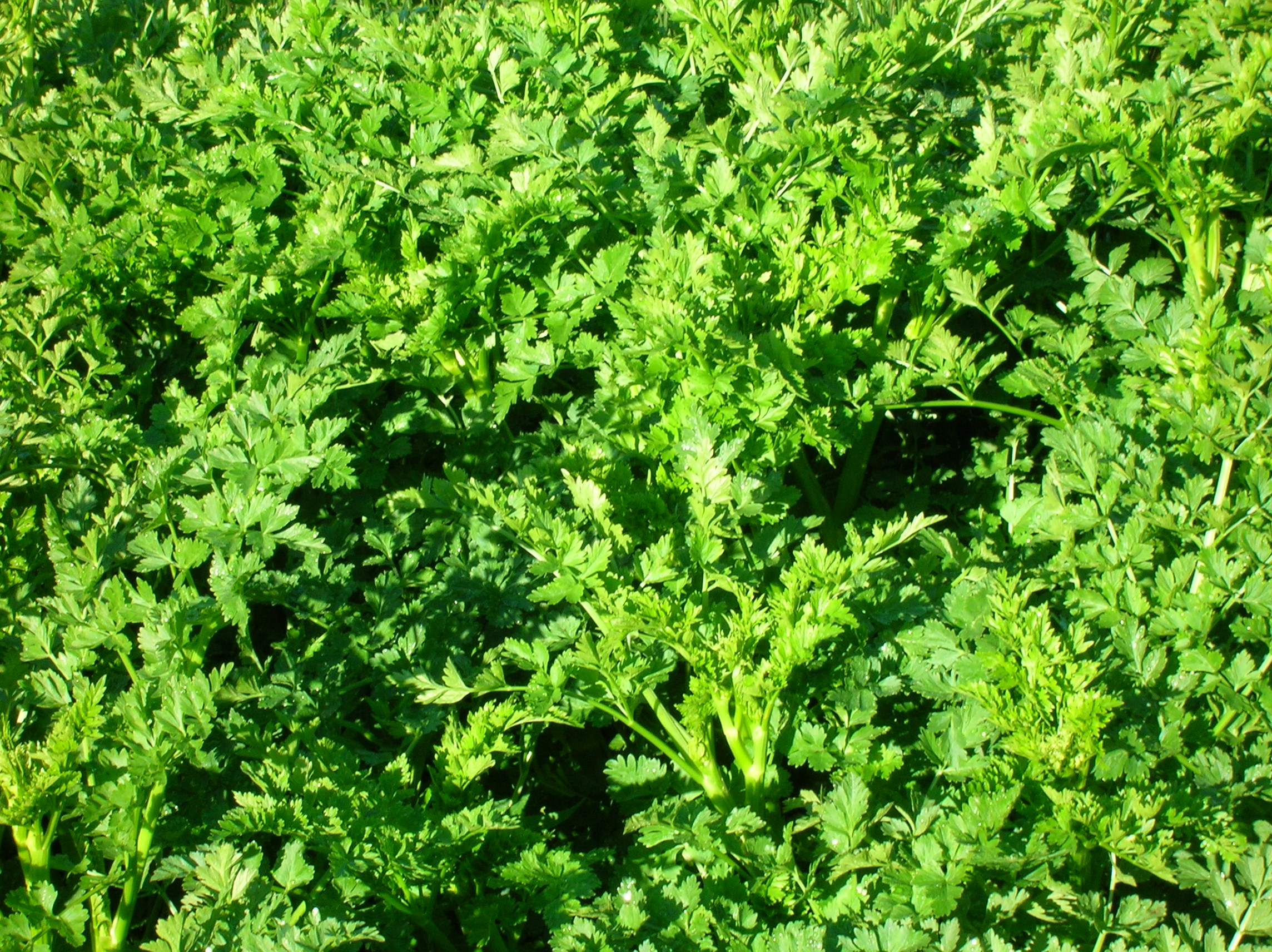
Blad
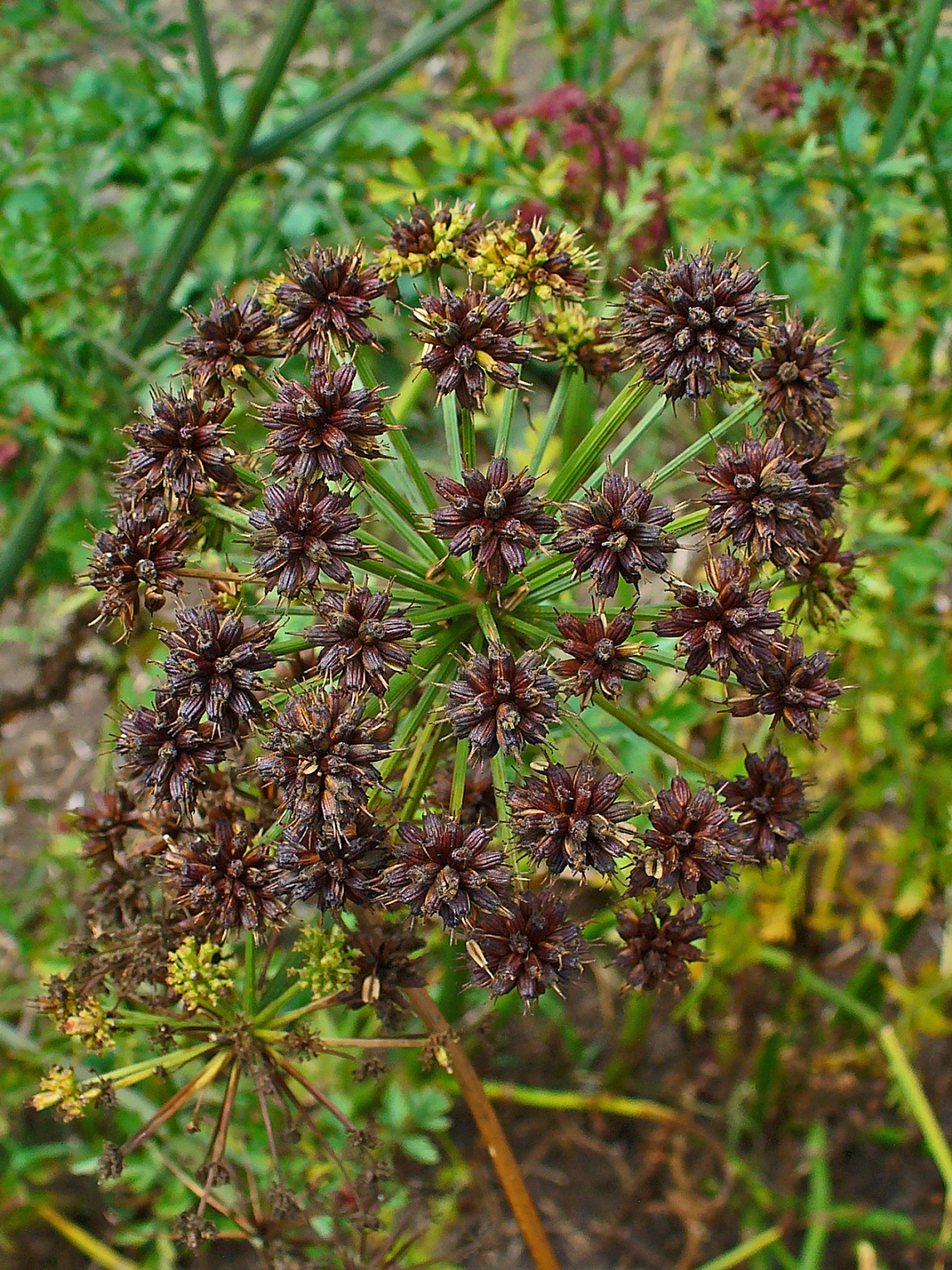
Fröställning